# Alămor, Sibiu
Alămor (în dialectul săsesc Meldenbrich, în germană Mildenburg, Makenberg, Mecklenberg, Sachsenhausen, în maghiară Alamor) este un sat în comuna Loamneș din județul Sibiu, Transilvania, România. Se află în partea de vest a județului,  în Podișul Secașelor. Anul primei atestări scrise este 1319.
Alămorul este un sat situat la 32 km nord-vest de municipiul Sibiu. Această așezare se încadrează în două zone aparținând una județului Sibiu - zona Mărginimii, cealaltă județului Alba - Valea Secașelor. În a treia zi de Crăciun, primăria orașului Săliște organizează, în fiecare an, întâlnirea Junilor din Mărginimea Sibiului, unde participă și Junii din Alămor.

## Personalități
- Ioan Barac (1776-1848), poet, exponent al Școlii Ardelene
- Viorel Arcaș, senator

## Imagini

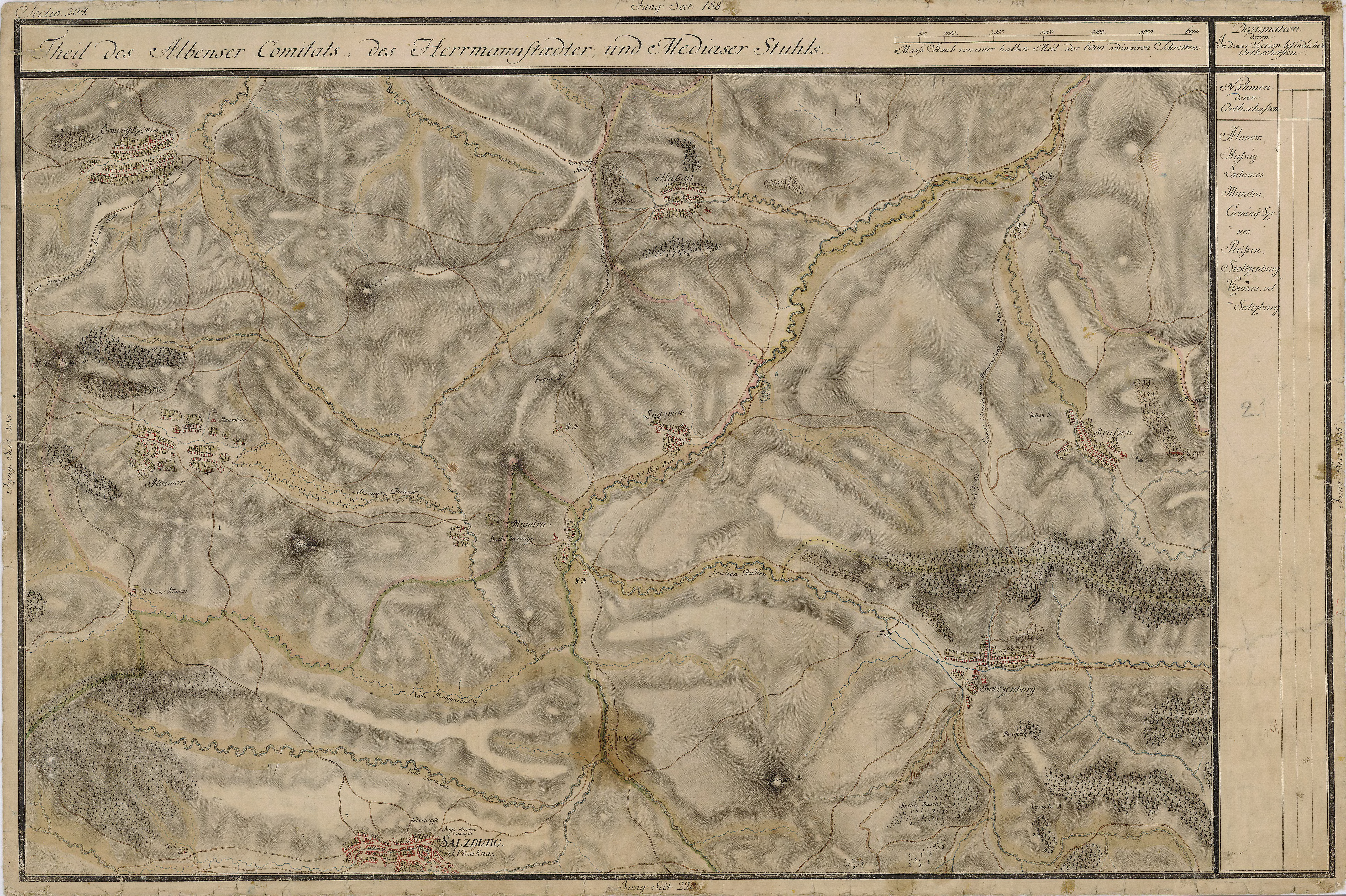
Alămor în Harta Iosefină a Transilvaniei, 1769- 1773